# 温雪琼
温雪琼（1967年2月—），女，汉族，中华人民共和国政治人物。现任辽宁省政协副主席，民革中央常委、民革辽宁省委会主委，辽宁省社会主义学院院长

## 人物经历
历任中国国民党革命委员会中央委员会常务委员、辽宁省委员会主任委员，大连市人民政府副市长，第十二、十三届全国政协委员。
2023年1月，当选为辽宁省政协副主席。
2025年7月，兼任辽宁省社会主义学院院长